# 1681 год в науке
В 1681 году произошли различные научные и технологические события, некоторые из которых представлены ниже.

## События
- Убита последняя птица додо (точная дата является предметом споров)[1].

## Публикации
- Английский врач и химик Джон Мейоу в своём сборнике трудов «Opera Omnia Medico-Physica» впервые дал описание стеноза митрального клапана.

## Родились
См. также: Категория:Родившиеся в 1681 году
- 12 августа — Витус Беринг (умер в 1741 году), датский и российский мореплаватель.

## Скончались
См. также: Категория:Умершие в 1681 году
- 17 ноября — Тито Ливио Бураттини (род. в 1608 году), итальянский учёный-универсал, в трактате «Misura universale» предложивший первую универсальную  систему мер физических величин.